# Giải Sao Thổ cho phim kỳ ảo hay nhất
Giải Sao Thổ cho phim kỳ ảo hay nhất là một hạng mục của giải Sao Thổ. do Viện Hàn lâm phim khoa học viễn tưởng, kỳ ảo và kinh dị trao hàng năm từ năm 1972 dành cho bộ phim điện ảnh hay nhất năm thuộc thể loại kỳ ảo.

## Danh sách cụ thể

### Thập niên 2000
| Năm       | Phim                                              | Chú thích |
| --------- | ------------------------------------------------- | --------- |
| 2006 (33) | Siêu nhân trở lại                                 | [ 1 ]     |
| 2006 (33) | Charlotte's Web                                   | [ 1 ]     |
| 2006 (33) | Eragon                                            | [ 1 ]     |
| 2006 (33) | Night at the Museum                               | [ 1 ]     |
| 2006 (33) | Cướp biển vùng Caribbe 2: Chiếc rương tử thần     | [ 1 ]     |
| 2006 (33) | Stranger than Fiction                             | [ 1 ]     |
| 2007 (34) | Chuyện thần tiên ở New York                       | [ 1 ]     |
| 2007 (34) | The Golden Compass                                | [ 1 ]     |
| 2007 (34) | Harry Potter và Hội Phượng Hoàng                  | [ 1 ]     |
| 2007 (34) | Cướp biển vùng Caribbean 3: Nơi tận cùng thế giới | [ 1 ]     |
| 2007 (34) | Người Nhện 3                                      | [ 1 ]     |
| 2007 (34) | Ánh sao ma thuật                                  | [ 1 ]     |
| 2008 (35) | Dị nhân Benjamin‡                                 | [ 2 ]     |
| 2008 (35) | Biên niên sử Narnia: Hoàng tử Caspian             | [ 2 ]     |
| 2008 (35) | Siêu nhân cái bang                                | [ 2 ]     |
| 2008 (35) | Khu rừng thần bí                                  | [ 2 ]     |
| 2008 (35) | Chạng vạng                                        | [ 2 ]     |
| 2008 (35) | Truy sát                                          | [ 2 ]     |
| 2009 (36) | Người hùng báo thù                                | [ 3 ]     |
| 2009 (36) | Harry Potter và Hoàng tử lai                      | [ 3 ]     |
| 2009 (36) | The Lovely Bones                                  | [ 3 ]     |
| 2009 (36) | Chồng ảo                                          | [ 3 ]     |
| 2009 (36) | Where the Wild Things Are                         | [ 3 ]     |

### Thập niên 2010
| Năm       | Phim                                                  | Chú thích |
| --------- | ----------------------------------------------------- | --------- |
| 2010 (37) | Alice ở xứ sở thần tiên                               | [ 4 ]     |
| 2010 (37) | Biên niên sử Narnia: Hành trình trên tàu Dawn Treader | [ 4 ]     |
| 2010 (37) | Cuộc chiến giữa các vị thần                           | [ 4 ]     |
| 2010 (37) | Harry Potter và Bảo bối Tử thần – Phần 1              | [ 4 ]     |
| 2010 (37) | Scott Pilgrim vs. the World                           | [ 4 ]     |
| 2010 (37) | The Twilight Saga: Nhật thực                          | [ 4 ]     |
| 2011 (38) | Harry Potter và Bảo bối Tử thần – Phần 2              | [ 5 ]     |
| 2011 (38) | Hugo‡                                                 | [ 5 ]     |
| 2011 (38) | Chiến binh bất tử                                     | [ 5 ]     |
| 2011 (38) | Midnight in Paris‡                                    | [ 5 ]     |
| 2011 (38) | Đại nhạc hội rối                                      | [ 5 ]     |
| 2011 (38) | Thor                                                  | [ 5 ]     |
| 2012 (39) | Cuộc đời của Pi‡                                      | [ 6 ]     |
| 2012 (39) | Người Nhện: Siêu nhện tái xuất                        | [ 6 ]     |
| 2012 (39) | Người Hobbit: Hành trình vô định                      | [ 6 ]     |
| 2012 (39) | Ruby Sparks                                           | [ 6 ]     |
| 2012 (39) | Bạch Tuyết và gã thợ săn                              | [ 6 ]     |
| 2012 (39) | Ted                                                   | [ 6 ]     |
| 2013 (40) | Her‡                                                  | [ 7 ]     |
| 2013 (40) | Đã đến lúc                                            | [ 7 ]     |
| 2013 (40) | Người Hobbit: Đại chiến với rồng lửa                  | [ 7 ]     |
| 2013 (40) | Jack và đại chiến người khổng lồ                      | [ 7 ]     |
| 2013 (40) | Lạc vào xứ Oz vĩ đại và quyền năng                    | [ 7 ]     |
| 2013 (40) | Bí mật của Walter Mitty                               | [ 7 ]     |
| 2014 (41) | Người Hobbit: Đại chiến Năm cánh quân                 | [ 8 ]     |
| 2014 (41) | Birdman†                                              | [ 8 ]     |
| 2014 (41) | The Grand Budapest Hotel‡                             | [ 8 ]     |
| 2014 (41) | Khu rừng cổ tích                                      | [ 8 ]     |
| 2014 (41) | Tiên hắc ám                                           | [ 8 ]     |
| 2014 (41) | Paddington                                            | [ 8 ]     |
| 2015 (42) | Lọ Lem                                                | [ 9 ]     |
| 2015 (42) | Sắc đẹp vĩnh cửu                                      | [ 9 ]     |
| 2015 (42) | Sử thi Baahubali                                      | [ 9 ]     |
| 2015 (42) | Câu chuyện lúc nửa đêm                                | [ 9 ]     |
| 2015 (42) | The Hunger Games: Húng nhại – Hồi kết                 | [ 9 ]     |
| 2015 (42) | Ted 2                                                 | [ 9 ]     |
| 2016 (43) | Cậu bé rừng xanh                                      | [ 10 ]    |
| 2016 (43) | Lời thỉnh cầu Quái vật                                | [ 10 ]    |
| 2016 (43) | Sinh vật huyền bí và nơi tìm ra chúng                 | [ 10 ]    |
| 2016 (43) | Biệt đội săn ma                                       | [ 10 ]    |
| 2016 (43) | Mái ấm lạ kỳ của cô Peregrine                         | [ 10 ]    |
| 2016 (43) | Pete và người bạn rồng                                | [ 10 ]    |
| 2016 (43) | Chuyện chưa kể ở xứ sở khổng lồ                       | [ 10 ]    |
| 2017 (44) | Người đẹp và thủy quái†                               | [ 11 ]    |
| 2017 (44) | Người đẹp và quái vật                                 | [ 11 ]    |
| 2017 (44) | Downsizing                                            | [ 11 ]    |
| 2017 (44) | Jumanji: Trò chơi kỳ ảo                               | [ 11 ]    |
| 2017 (44) | Kong: Đảo Đầu lâu                                     | [ 11 ]    |
| 2017 (44) | Paddington 2                                          | [ 11 ]    |